# Kogeloog (Efteling)
Kogeloog is een voormalig standbeeld in het Nederlandse attractiepark de Efteling. Het betrof een buste van het personage Kogeloog, een figuur uit het sprookje De zes dienaren van de Gebroeders Grimm. 
Het beeld werd geplaatst in 1954, maar werd na slechts enkele jaren alweer afgebroken. In 1964 verscheen op dezelfde locatie De Dansende Dolfijn, die in 1970 op zijn beurt werd vervangen door het beeld van De Kleine Zeemeermin.
Sinds 1967 bevindt zich tegenover Langnek, een ander personage uit De zes dienaren, een arcade met verkooppunt die eveneens de naam Kogeloog draagt. Bovenop de voorgevel van deze galerij bevindt zich een andere, kleinere buste van de figuur Kogeloog, die echter niet identiek is aan het oorspronkelijke borstbeeld. 
Lijst van attracties in de Efteling · Lijst van sprookjes in de Efteling · Afbeeldingen